# Tauchhülse

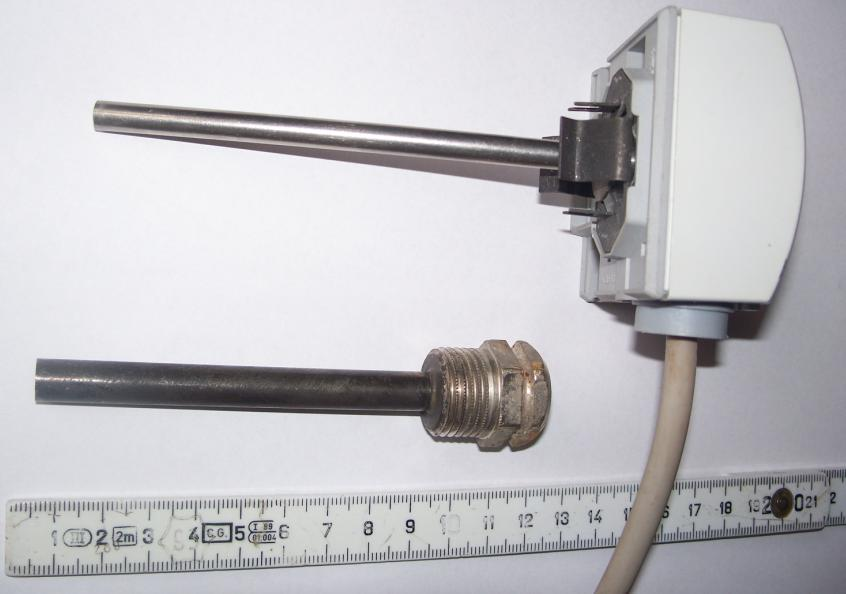
Tauchhülse (über dem Maßstab) mit einem Temperaturfühler, wurde für Rauchgastemperaturmessung genutzt

Eine Tauchhülse oder auch Einschraubhülse ist eine Metallhülse mit einseitig angebrachtem Gewinde, die dazu dient, Temperatursensoren wie zum Beispiel einen PT100 in thermischen Kontakt mit einem Medium zu bringen, ohne dass das Sensorgehäuse selber mit dem Medium in Kontakt tritt. Weiterhin kann der Sensor in der Tauchhülse einfach getauscht werden, ohne dass das gemessene Medium für den Tausch beeinträchtigt wird. Durch verschieden lange Tauchhülsen kann die Temperatur im Gegensatz zu einem Anlegefühler inmitten des zu messenden Mediums bestimmt werden. 

## Einsatzbeispiel
In Wärmemengenzählern für die Heizung wird meist eine Tauchhülse für den Vorlauftemperaturfühler verwendet, damit der Wärmemengenzähler mit fest angeschlossenem Temperaturfühler zum Ende der Eichzeit einfach getauscht werden kann.